# Подлужье (Брестская область)
Подлу́жье (бел. Падлужжа) — деревня на юго-западе Брестского района Брестской области Белоруссии. Входит в состав Домачевского сельсовета.
Население — 70 человек (2023).

## География
Деревня расположена к югу от деревни Шикили и к северу от деревни Богданы, вблизи границы с Польшей, от которой деревню отделяет река Западный Буг. Расстояние до городского посёлка Домачево составляет 3,5 км на северо-восток, до центра Бреста — 50 км на север.

## История
В XIX веке — деревня Брестского уезда Гродненской губернии, входила в состав имения Домачево (владение князя Витгенштейна). В 1870 году — центр сельского общества. По переписи 1897 года — деревня Домачевской волости Брестского уезда, 54 двора, постоялый двор.
После Рижского мирного договора 1921 года — в составе гмины Домачево Брестского повята Полесского воеводства Польши, 37 дворов. С 1939 года в составе БССР.

## Население
Численность населения на 1 января 2023 года — 70 человек, 29 хозяйств.
Население — 66 человек (2019).
На 1 января 2018 года насчитывалось 78 жителей в 38 домохозяйствах, из них 20 моложе трудоспособного возраста, 40 — в трудоспособном возрасте и 18 — старше трудоспособного возраста. Действуют клуб и библиотека.